# 妮基塔·迪卡罗
妮基塔·迪卡罗（法語：Nikita Ducarroz，1996年8月12日—），瑞士女子自行车运动员，2020年夏季奥林匹克运动会女子自由式小轮车铜牌得主、2021年世界城市自行车锦标赛女子自由式小轮车银牌得主、2022年世界城市自行车锦标赛女子自由式小轮车银牌得主。